# Christiane Longère
Christiane Longère, née le 13 avril 1953, est une femme politique française.

## Biographie
Ancien maire de Briennon (Loire), de 1997 à 2020. Elle est vice-présidente de la communauté de communes Le Pays de Charlieu jusqu'en 2016.
Le 17 avril 2010, au lendemain de la nomination du sénateur de la Loire Michel Thiollière à la Commission de régulation de l'énergie, Christiane Longère lui succède au Palais du Luxembourg. Elle perd son siège lors des élections sénatoriales de 2011.